# Forges Usines et Fonderies Haine-Saint-Pierre

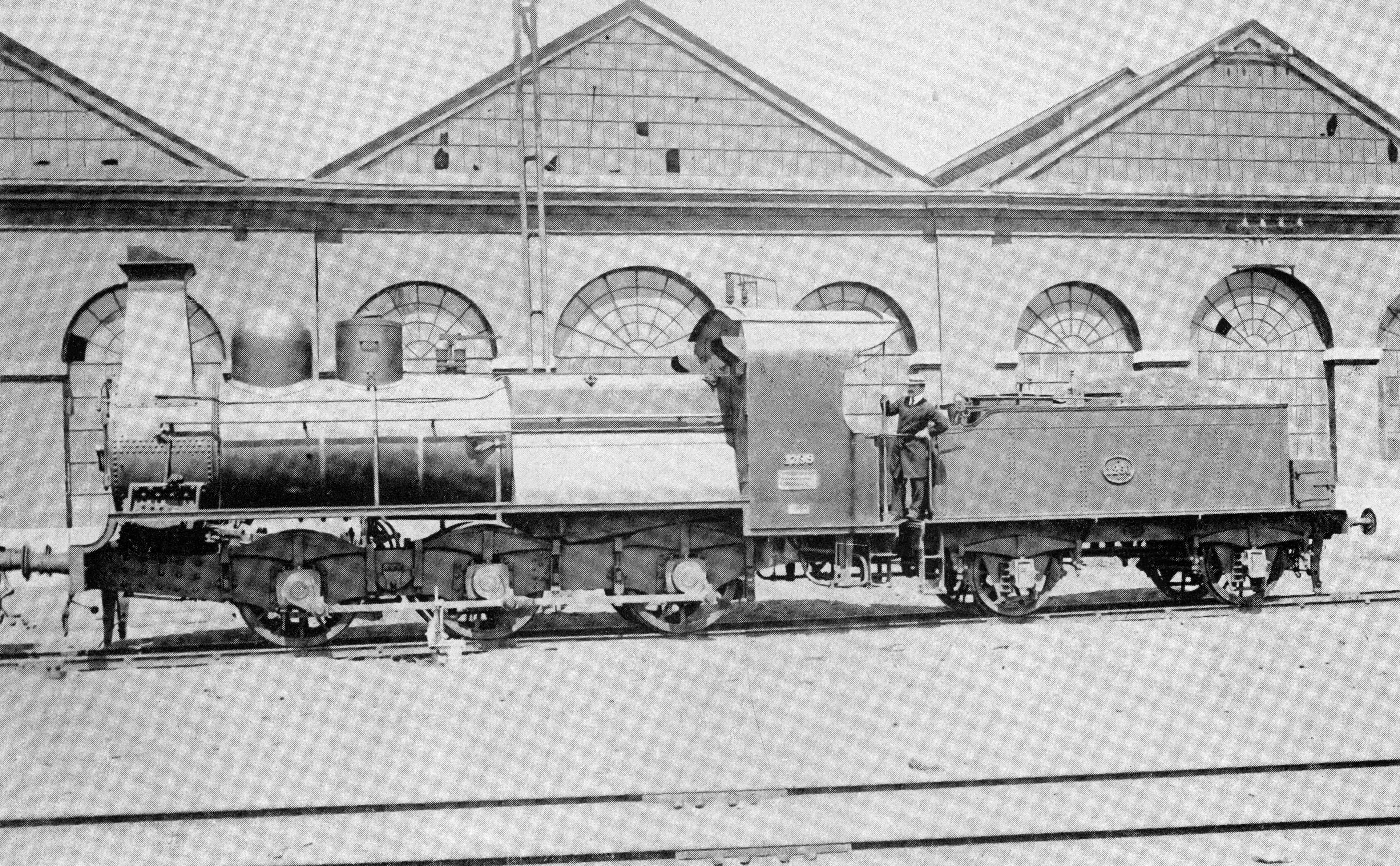
Güterzuglokomotive Reihe 25 der Belgischen Staatsbahn

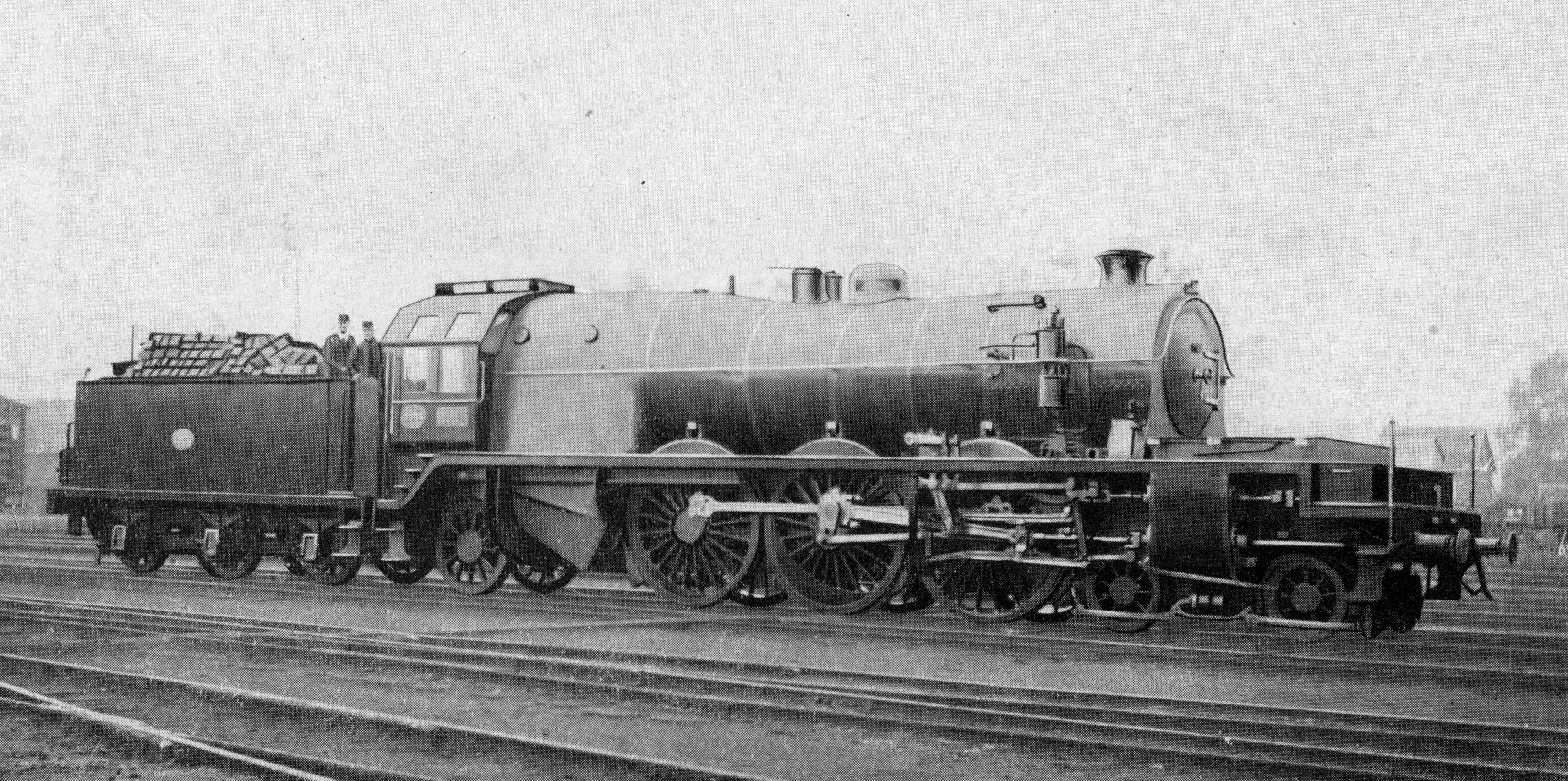
Dampflokomotive der SNCB-Reihe 10

Die SA Forges Usines et Fonderies Haine-Saint-Pierre, auch Les Forges, Usines et Fonderies de Haine-Saint-Pierre, abgekürzt Société de HSP, HSP oder FUF, deutsch ungefähr Aktiengesellschaft der Schmiedereien, Fabriken und Gießereien von Haine-Saint-Pierre, war eine 1838 gegründete belgische Aktiengesellschaft, die im Lokomotiv- und Maschinenbau tätig war. Sie fusionierte 1959 mit anderen Unternehmen zu den Ateliers belges réunis (ABR). HSP hatte seinen Sitz in Haine-Saint-Pierre, das Teil der wallonischen Stadt La Louvière ist. Die Werke wurden in der Region auch als Grand Atelier ’große Fabrik’ oder als Goldschmid nach den Familiennamen zweier Direktoren bezeichnet.

## Geschichte

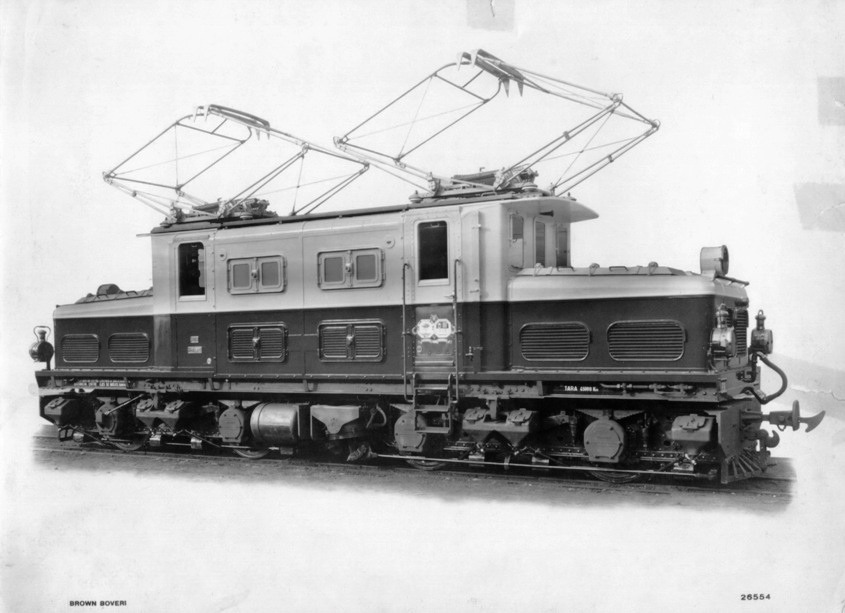
Elektrolokomotive Baureihe 4000 der FEVE, Spanien. Mechanischer Teil: HSP, Elektrischer Teil^: BBC.

Das im Juli 1838 gegründete Unternehmen war anfänglich im allgemeinen Maschinenbau tätig. Es stellte hauptsächlich Produkte für die Montanindustrie und Dampfkessel her. Der Lokomotivbau begann 1850 mit der Herstellung von Lokomotiven sowohl für die belgische Staatsbahn, wie auch für Industriebahnen. Bis Ende der 1870er-Jahre wurden nie mehr als 23 Lokomotiven pro Jahr gebaut. Unter dem Direktor L. Goldschmid wurden aber 1895 große Investitionen vorgenommen, sodass pro Jahr bis zu 100 Lokomotiven hätten hergestellt werden können, was aber nie erreicht wurde. 1906 wurde der Stahlguss eingeführt und an der Weltausstellung in Brüssel von 1910 konnte die 1000. Lokomotive aus den Werken vorgestellt werden.
Nach dem Einmarsch des Deutschen Heers im  Ersten Weltkrieg brach die Produktion zusammen, weil das Unternehmen von den Exportmärkten abgeschnitten war. Da es sich weigerte, mit den Deutschen zusammenzuarbeiten, wurden die Werke 1916 beschlagnahmt und teilweise geplündert. Nach dem Krieg wurden neue Maschinen angeschafft und die Fabriken wieder in Betrieb genommen. 1921 wurde ein großes Güterwagenwerk in Betrieb genommen, das jährlich 1500 mit 2000 Wagen herstellen konnte. Das gesamte Werkareal der HSP war 12 Hektar groß, wovon sich 5 Hektar in Hallen befanden. HSP beschäftigte 1200 Arbeiter in den Hallen und 175 weitere Angestellte in Technik und Administration.
Nach dem Zweiten Weltkrieg kam es zu einer Krise im Großmaschinenbau, weshalb HSP im Dezember 1959 mit anderen Maschinenbauunternehmen fusionierte. Die Ateliers Belges Réunis (ARB) entstanden aus folgenden Betrieben:
- Forges Usines et Fonderies Haine-Saint-Pierre (HSP)
- Société métallurgique Saint Éloi
- Ateliers de la Dyle
- Ateliers de construction de et à Familleureux
- Ateliers de Construction Mécaniques de Tirlemont  (ACMT)

Nach der Fusion wurde das für eine moderne Produktion ungünstig gelegene Werksgelände in Haine-Saint-Pierre verkauft. Eine Zeit lang wurden die Werkhallen noch für die Automontage genutzt, bevor sie abgebrochen und durch einen Supermarkt ersetzt wurden. Die Produktion der ehemaligen HSP wurde ins Werk Familleureux bei Seneffe verlegt.

## Produkte
- Dampflokomotiven, Elektrolokomotiven und Triebwagen
- Schlepptender, Drehgestelle, Achslagerträger und Achslager
- ortsfeste Dampfmaschinen
- Lokomobile
- Dampfkrane
- Maschinen für den Bergbau
- Fördergeräte für die Eisen- und Stahlindustrie,
- Apparate und Maschinen für Kokereien
- Bessemer-Konverter
- Gasometer
- Guss- und Schmiedeteile für die Industrie, die Marine und die Eisenbahn, wie Radsätze, Zylinder, Schiffsschrauben, Bremstrommeln
- Maschinenteile wie Getriebe
- Bewegliche Brücken
- Dampfkessel